# Piacenza (stacja kolejowa)
Piacenza (wł: Stazione di Piacenza) – stacja kolejowa w Piacenzy, w regionie Emilia-Romania, w prowincji Piacenza, we Włoszech. Znajduje się na linii Mediolan-Bolonia, Alessandria-Piacenza, Piacenza-Cremona. Stacja została otwarta w 1859. Jest zarządzana przez Centostazioni i Rete Ferroviaria Italiana.
Rocznie z usług stacji korzysta około 5 mln pasażerów.